# Relation intermittente
Une relation intermittente est une forme de relation amoureuse entre deux personnes qui ne cessent de se séparer pour se réconcilier par la suite, de manière cyclique,.
Le chercheur Kale Monk, professeur adjoint de développement humain et de sciences de la famille à l'Université du Missouri, cite plusieurs raisons pour lesquelles une relation peut être intermittente, dont le déménagement d'un des partenaires ou la réévaluation de leur relation. Beaucoup continuent à se remettre ensemble dans l'espoir persistant que les moments de bonheur et de gratification qu'ils ont connus finiront par constituer toute leur relation.
Être dans une relation intermittente peut nuire à la santé mentale, et peut entraîner une dépression, des troubles de l'alimentation et/ou de l'anxiété,. Monk note également comment ce type de relation présente des taux d'abus plus élevés, une communication plus mauvaise et des niveaux d'engagement plus faibles. Toutes les relations intermittentes ne sont pas considérées comme toxiques, car la rupture et la réconciliation peuvent aider un couple à mieux communiquer et à résoudre ses problèmes relationnels,.
Une étude de 2009 publiée dans la revue Personal Relationships a révélé que près des deux-tiers des participants ont vécu une relation intermittente,.